# 大剧院站 (广州)
大劇院站是廣州地鐵珠江新城旅客自動輸送系統的車站，位於天河区華就路、興安路和花城廣場中軸線的交匯處，廣州大劇院東北面的地底，在2010年11月8日啟用。

## 车站结构

### 車站樓層
本站共有两层。地下二层为车站站厅层；地下三层为APM线月台层。而地下一层则为花城廣場的地下停車場；地面為广东省博物馆、广州市第二少年宫、广州大剧院等建筑以及车站出入口。
| 地下一层 |          | 花城廣場地下停車場                  |  |  |
| 地下二层 | 站廳     | 售票机、客服中心、警务室、安检设施  |  |  |
| 地下三层 | 1 站台   | █APM线 林和西方向（下站：花城大道） |  |  |
|          | 岛式站台 |                                     |  |  |
|          | 2 站台   | █APM线 广州塔方向（下站：海心沙）   |  |  |

### 站厅

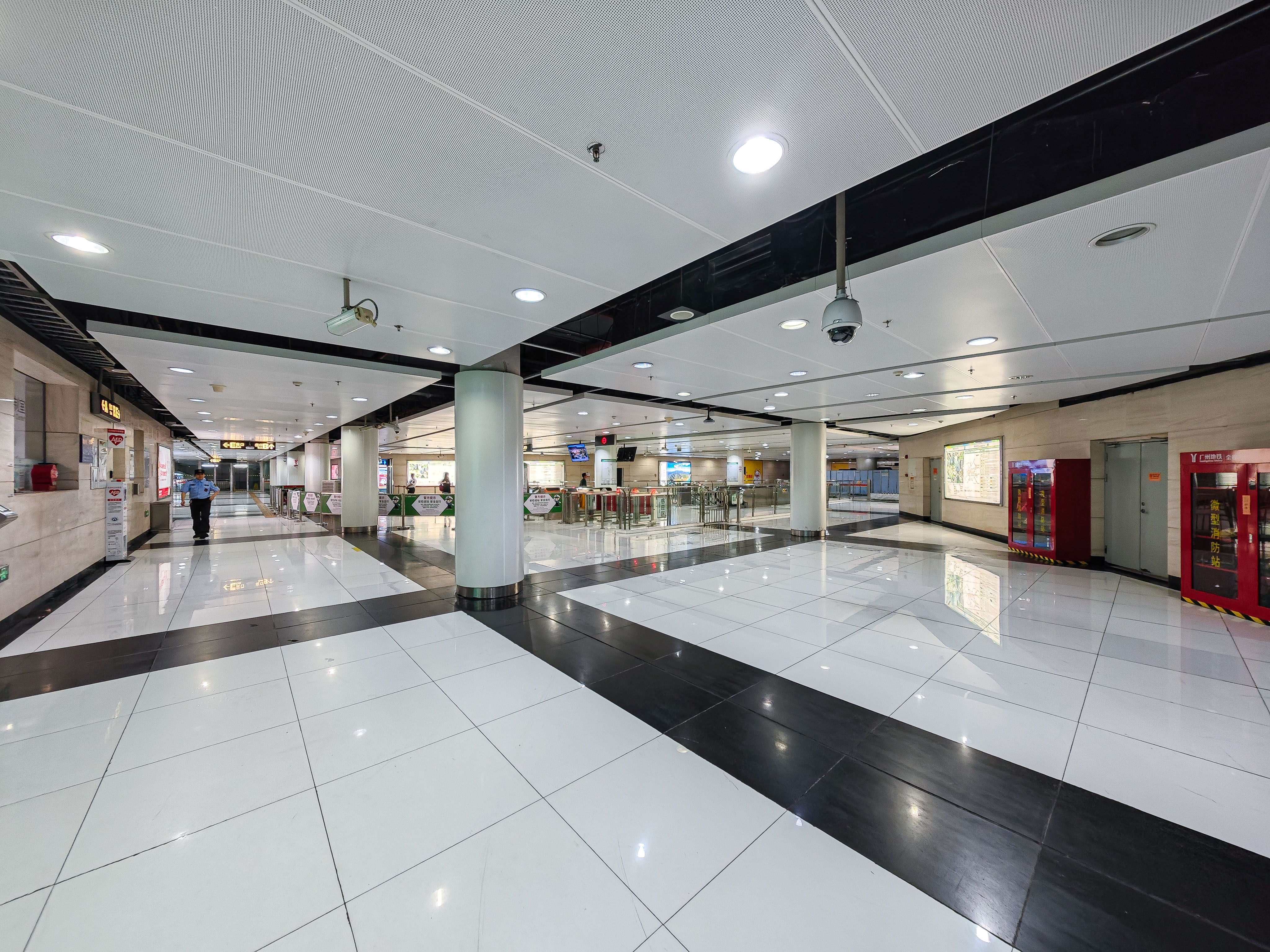
站厅

大剧院站的付费区设于站厅中心偏南侧，付费区内设有一部扶手电梯以及楼梯连接站厅与站台。为方便轮椅乘客，本站连接站厅与月台间的楼梯设有轮椅升降机以方便使用轮椅之人士使用；但车站出入口未设置轮椅升降机等方便轮椅人士进出车站的设备。
站厅设有多部售票机以及客服中心。同时设有一台扭蛋机以及一台自助贩水机供乘客使用；与APM线除首末站等沿线车站一样，大剧院站没有设置商店。

### 月台
大剧院站设有一个岛式月台，位于花城广场中軸線的地底。

2号月台全景图

### 出入口
大剧院站共设有3个出入口供乘客进出。
本站在启用初期，仅开通E出入口供乘客进出车站，唯乘客只能通过一条超过80级阶梯，露天且比较迂迴狭窄的楼梯进出车站，而且没有升降机以及扶手电梯等设施，乘客進出站較為不便。直至后来，通往地下空間且设有扶手电梯的B出入口启用。
|           |          |      |          |                                                      |
| 編號      | 设施     | 照片 | 出口指示 | 建議前往的目的地                                     |
| A         |          |      | 华就路   | 花城广场、广州大剧院、广州市第二少年宫               |
| B         | 盲道标志 |      | 临江大道 | 花城广场、广州图书馆、广东省博物馆、冼村路南公交车站 |
| E         |          |      | 花城大道 | 花城广场、冼村路                                     |
| 註： 設有 |          |      |          |                                                      |

## 接駁交通
| 普通巴士线路（冼村路南站） \| 编号 \| 编号 \| 线路 \| 线路 \| 线路 \| 收费 \| 备注 \| \| ---- \| ---- \| ------------------ \| ---- \| -------------------- \| ---- \| ---- \| \| \| 18 \| 体育中心 \| ⇆ \| 赤沙（广东财经大学） \| 2元 \| \| \| \| 293 \| 华景新城 \| ⇆ \| 广卫路 \| 2元 \| \| \| \| 669 \| 金穗路（马场路口） \| ↻ \| 金穗路（马场路口） \| 2元 \| \| \| \| 886 \| 南悦花苑 \| ⇆ \| 珠江新城 \| 2元 \| \| |      |                    |      |                      |      |      |
| 编号 | 编号 | 线路               | 线路 | 线路                 | 收费 | 备注 |
| | 18   | 体育中心           | ⇆    | 赤沙（广东财经大学） | 2元  |      |
| | 293  | 华景新城           | ⇆    | 广卫路               | 2元  |      |
| | 669  | 金穗路（马场路口） | ↻    | 金穗路（马场路口）   | 2元  |      |
| | 886  | 南悦花苑           | ⇆    | 珠江新城             | 2元  |      |

## 利用状况
大剧院站周围有多个公共服務設施建筑，例如广州图书馆、广东省博物馆、广州大剧院等。同时车站周边有多个办公写字楼、酒店以及少数住宅小区，因此每天有不少乘客進出車站，尤其是在平日星期一至星期五的上下班繁忙時間。
此外，大剧院站上盖的花城广场南侧，是观赏广州塔塔身的最佳位置，同时在海心沙站启用前，本站会在节假日期间湧現大量本地或外地旅客通过本站前往花城广场以及以南的海心沙亚运公园。
另外，每年的广州国际灯光节都会在主会场花城广场举办，因应保安需要，本站可能需要关闭以避免人潮涌入。

## 历史
在规划阶段，本站作為珠江集运系统的广州歌剧院站出现，随后计划最终落实并批准兴建。
2006年6月30日，珠江新城旅客自動輸送系統（APM線）正式開工；2009年4月19日，赤岗塔至本站区间右线盾构机出洞，抵达本站南端吊出井。
2010年11月8日，APM線開通試運營，本站正式啟用。在车站启用当日至26日期间，由于现赤岗塔站、海心沙站因亚运会安保工作安排暂不启用，因此本站为APM线的南端临时终点站。列车在本站清客后，仍继续开往至赤岗塔站，并在赤岗塔站折返。11月27日，APM线赤岗塔站启用，本站成为APM线的中途站。
本站站名于2010年3月获批，因当时广州大剧院未正式命名，故站名使用歌剧院站。2010年5月，广州歌剧院更名为广州大剧院；同年11月15日，广州市地名办通知地铁公司，要求变更站名。地铁公司于2011年向市府提交更名申请，并于2011年12月获批，但表示修改成本巨大，可能耗费上千万元，故在下次线网调整时再作更改，以节约成本。2013年12月底，本站正式更名为「大剧院站」，而英文名字保持不变。